# Morti nel 1615
| Questa pagina contiene informazioni ricavate automaticamente dalle voci biografiche con l'ausilio del template Bio e di un bot. L'aggiornamento è periodico e automatico e ricostruisce completamente la pagina. Se manca una persona in questa lista, sei pregato di non aggiungerla, ma accertati piuttosto che la sua voce biografica contenga il template Bio e che i dati anagrafici siano correttamente compilati. Se il template Bio manca, inseriscilo tu stesso o, in alternativa, metti l'avviso {{tmp\|Bio}} che ne segnala la mancanza. Se i dati riportati sono sbagliati, correggi direttamente la voce biografica; le modifiche saranno visibili in questa lista entro pochi giorni. Per chiarimenti vedi il progetto biografie. La lista contiene solo le 84 persone che sono citate nell'enciclopedia e per le quali è stato implementato correttamente il template Bio. Pagina aggiornata al 2 giu 2025. |

## Gennaio(5)
- 15 gennaio - Virginia de' Medici, nobile italiana (n. 1568)
- 27 gennaio - Imagawa Ujizane, militare giapponese (n. 1538)
- 31 gennaio - Claudio Acquaviva, gesuita italiano (n. 1543)
- 31 gennaio - Henry Grey, VI conte di Kent, nobile inglese (n. 1541)
- 31 gennaio - Sō Yoshitoshi, militare giapponese (n. 1568)

## Febbraio(2)
- 4 febbraio - Giovanni Battista Della Porta, filosofo, alchimista e commediografo italiano (n. 1535)
- 4 febbraio - Dom Justo Takayama, samurai giapponese (n. 1552)

## Marzo(6)
- 4 marzo - Hans von Aachen, pittore tedesco (n. 1552)
- 6 marzo - Pieter Both, ammiraglio olandese (n. 1568)
- 10 marzo - John Ogilvie, gesuita, missionario e santo scozzese (n. 1579)
- 20 marzo - Francisco de Medina, letterato spagnolo (n. 1544)
- 27 marzo - Margherita di Valois, regina francese (n. 1553)
- 28 marzo - Cosimo Ruggeri, astrologo italiano

## Aprile(3)
- 2 aprile - Tsutsui Sadatsugu, militare giapponese (n. 1562)
- 11 aprile - Giovan Battista II Celestri, nobile e avvocato italiano (n. 1548)
- 11 aprile - Okudaira Nobumasa, militare giapponese (n. 1555)

## Maggio(6)
- 4 maggio - Adriaan van Roomen, matematico fiammingo (n. 1561)
- 13 maggio - Passitea Crogi, religiosa italiana (n. 1564)
- 14 maggio - Odo van Maelcote, scienziato e matematico belga (n. 1572)
- 22 maggio - Tsukushi Hirokado, militare giapponese (n. 1548)
- 23 maggio - Francisco Diago, storico spagnolo (n. 1562)
- 29 maggio - Giovanni Tommaso Minadoi, medico e storico italiano (n. 1549)

## Giugno(13)
- 2 giugno - Gotō Mototsugu, militare giapponese (n. 1565)
- 3 giugno - Sanada Yukimura, militare giapponese (n. 1567)
- 3 giugno - Ōtani Yoshikatsu, militare giapponese
- 4 giugno - Mōri Katsunaga, militare giapponese (n. 1578)
- 4 giugno - Sanada Yukimasa, militare giapponese
- 4 giugno - Ujiie Yukihiro, militare giapponese (n. 1546)
- 4 giugno - Yasui Dōton, mercante giapponese (n. 1533)
- 4 giugno - Ōno Harunaga, militare giapponese (n. 1569)
- 5 giugno - Toyotomi Hideyori, militare giapponese (n. 1593)
- 6 giugno - Kimura Shigenari, militare giapponese (n. 1593)
- 7 giugno - Pedro Manrique de Lara, arcivescovo cattolico e teologo spagnolo (n. 1553)
- 23 giugno - Mashita Nagamori, militare giapponese (n. 1545)
- 24 giugno - Katagiri Katsumoto, militare giapponese (n. 1556)

## Luglio(5)
- 6 luglio - Furuta Oribe, giapponese (n. 1544)
- 13 luglio - Fulvio Gonzaga, condottiero e militare italiano (n. 1558)
- 15 luglio - Zygmunt Gonzaga Myszkowski, nobile polacco (n. 1562)
- 17 luglio - Cesare Lupi, condottiero italiano (n. 1575)
- 26 luglio - Alonso Pérez de Guzmán y Sotomayor, ammiraglio spagnolo (n. 1550)

## Agosto(3)
- 8 agosto - Biagio Betti, pittore italiano (n. 1535)
- 20 agosto - Bernardo II del Congo, re (n. 1570)
- 23 agosto - François de Joyeuse, cardinale e arcivescovo cattolico francese (n. 1562)

## Settembre(5)
- 1º settembre - Étienne Pasquier, scrittore, giurista e storico francese (n. 1529)
- 1º settembre - Innocenzo a Prato, nobile, storico e letterato italiano (n. 1550)
- 9 settembre - Virginio Orsini, sovrano italiano (n. 1572)
- 20 settembre - Kanamori Yoshishige, militare giapponese (n. 1559)
- 25 settembre - Arbella Stuart, nobile britannica (n. 1575)

## Ottobre(5)
- 1º ottobre - Paulus van Caerden, ammiraglio olandese (n. 1569)
- 6 ottobre - Carlo Bascapè, vescovo cattolico italiano (n. 1550)
- 16 ottobre - Ferenc Forgách, cardinale e arcivescovo cattolico ungherese (n. 1566)
- 23 ottobre - Ascanio Vittozzi, architetto italiano (n. 1539)
- 31 ottobre - Marcantonio Memmo, doge (n. 1536)

## Novembre(6)
- 9 novembre - Pietro Maria Marsolo, compositore e presbitero italiano
- 10 novembre - Pietro Antonio Crespi Castoldi, presbitero e storico italiano (n. 1557)
- 15 novembre - Anne Turner, assassina inglese (n. 1576)
- 16 novembre - Prospero Podiani, letterato, umanista e bibliotecario italiano
- 24 novembre - Sethus Calvisius, compositore, astronomo e matematico tedesco (n. 1556)
- 28 novembre - William Howard, III barone Howard di Effingham, nobile inglese (n. 1577)

## Dicembre(4)
- 3 dicembre - Carlo Conti, cardinale e vescovo cattolico italiano (n. 1556)
- 4 dicembre - Katakura Kagetsuna, militare giapponese (n. 1557)
- 7 dicembre - Gerard Reynst, mercante olandese
- 23 dicembre - Bartolomeo Schedoni, pittore italiano (n. 1578)

## Senza giorno specificato(21)
- Alauddin Riayat Shah III di Johor, sovrano malese (n. 1562)
- Cherubino Alberti, pittore e incisore italiano (n. 1553)
- Gerolamo Araolla, poeta e presbitero italiano
- Robert Armin, attore teatrale britannico
- Cesare Baglioni, pittore italiano
- Ban Naoyuki, generale e militare giapponese (n. 1567)
- Taddeo Carlone, scultore e architetto svizzero (n. 1543)
- Chōsokabe Morichika, militare giapponese (n. 1575)
- Juana Coello, spagnola (n. 1548)
- Heinrich Decimator, astronomo e teologo tedesco (n. 1544)
- Caterina Gonzaga, nobile italiana (n. 1574)
- Felipe Guamán Poma de Ayala, peruviano (n. 1534)
- Girolamo Incontri, vescovo cattolico italiano (n. 1552)
- Antonio Lodron di Castellano, nobile e religioso italiano (n. 1536)
- Grammazio Metallo, compositore italiano
- Giobatta Monti, poeta italiano
- Jacopo Pergamini, letterato e religioso italiano (n. 1531)
- Vincenzo Serafino, vescovo cattolico italiano
- Melchior Vulpius, musicista tedesco (n. 1570)
- Yodogimi, giapponese (n. 1567)
- Jean de Poutrincourt, esploratore francese (n. 1557)